# Jindřich z Krumlova
Jindřich z Krumlova (též Hynek z Krumlova, často také německy jako Hynek von Krumau ; † 6. května mezi roky 1291 a 1300) byl český šlechtic z rodu Vítkovců z rodové větve pánů z Krumlova.

## Život
Jindřich se narodil jako syn Vítka I. z Krumlova a jeho manželky Sybily, jejichž příjmení není známo.
Jindřich je poprvé zmíněn v dokumentu z 19. března 1272, kdy v Rožmberku spolu se svým bratrem Vokem („Hanricus et Wocho domini Witigonis filii de Krummenow“) vystupoval jako svědek osvědčení, kterým bratři Jindřich I. a Vítek z Rožmberka († 1277) klášteru ve Vyšším Brodě darovali patronátní právo ke kostelu v Raabsi.
Kromě toho je Jindřich doložen také v dalších dokumentech:
- Dne 26. srpna 1274 byl přítomen ve Strakonicích, když jeho otec „Witigo dominus de Crumnov“ potvrdil, že pět let předtím předal vesnici Strašany paní Kristýně a jejímu synovi Mikulášovi z Prahy.
- Dne 12. listopadu 1281 potvrdili „Henricus et Wocko de Chrumnau“ listinu, v níž Jindřich I. z Rožmberka daroval opatství ve Vyšším Brodě pět vesnic a les a zároveň vyměnil ves Sonnberg za další tři vesnice.
- Když dne 26. března 1282 ve Vídni Jindřich I. z Rožmberka postoupil rakouskému vévodovi Albrechtu Habsburskému Ráby a zároveň mu slíbil pomoc proti všem, s výjimkou Vítkovců včetně Jindřicha a Voka z Krumlova.
- 6. června 1283 Jindřich a Vok „de Crumnaw“ ve Schläglu potvrdili předání kostela Kirchschlag a vesnici Pfaffenschlag opatství Schlägl jako dar svého zesnulého otce.

„Dominus Henricus“ byl naposledy zmíněn mezi svědky v roce 1291 v Rožmberku, kdy Smil z Nových Hradů daroval kostel v Rychnově u Nových Hradů opatství ve Vyšším Brodě.
Podle vyšebrodských nekrologů Jindřich (Hynko von Krumpnau) zemřel 6. května po roce 1291 a před rokem 1300. Jeho tělo bylo pohřbeno v rodinné kryptě klášterního kostela ve Vyšším Brodě.

### Manželství a rodina
Jindřich byl ženatý s Ofkou neznámého příjmení, která zemřela 8. června, pravděpodobně v roce 1300. Jako pravděpodobné jsou uváděny také roky 1327 nebo 1338.